# وزارت دفاع اوکراین
وزارت دفاع اوکراین (اوکراینی: Міністерство оборони України) یکی از وزارتخانه‌های دولت اوکراین است، که در سال ۱۹۹۱ تأسیس شد. هم‌اکنون رستم عمروف به‌عنوان وزیر دفاع اوکراین فعالیت می‌کند.
وزارت دفاع اوکراین بر دفاع ملی و نیروهای مسلح اوکراین نظارت دارد. این وزارتخانه در ۲۴ سپتامبر ۱۹۹۱، یک ماه پس از قطعنامه اعلام استقلال اوکراین، تأسیس شد. این وزارتخانه مسئول سازماندهی مجدد تمام نیروهای نظامی شوروی در قلمرو اوکراین شد. در سال ۱۹۹۴ اوکراین داوطلبانه تمام سلاح‌های هسته‌ای خود را تسلیم کرد. این وزارتخانه بودجه قابل توجهی را برای از بین بردن سلاح‌های هسته‌ای، پایگاه‌های نظامی و تجهیزات برای برآورده کردن الزامات پیمان نیروهای مسلح متعارف در اروپا صرف کرد.
در سال ۲۰۲۲ قرار بود ۵٪ از تولید ناخالص داخلی اوکراین برای نیازهای وزارت دفاع تأمین شود. در ژوئیه ۲۰۲۲ در بحبوحه حمله روسیه به اوکراین، وزارت دفاع اوکراین اعلام کرد که هر ماه از جنگ با روسیه، بودجه یک سال وزارتخانه را خرج می‌کند.